# Nowa Wieś (gmina Izbica Kujawska)
Nowa Wieś – wieś w Polsce położona w województwie kujawsko-pomorskim, w powiecie włocławskim, w gminie Izbica Kujawska.
| SIMC    | Nazwa  | Rodzaj |
| ------- | ------ | ------ |
| 0863161 | Słubin | osada  |

W latach 1975–1998 miejscowość należała administracyjnie do województwa włocławskiego. Według Narodowego Spisu Powszechnego (III 2011 r.) liczyła 118 mieszkańców. Jest 21. co do wielkości miejscowością gminy Izbica Kujawska.